# Yucca capensis
Yucca capensis ist eine Pflanzenart der Gattung der Palmlilien (Yucca) in der Familie der Spargelgewächse (Asparagaceae).

## Beschreibung
Diese stammbildende Art wächst solitär oder bildet Gruppen. Sie erreicht eine Wuchshöhe von 1 bis 6 Metern. Sehr alte Exemplare neigen sich zur Seite. Die 0,5 bis 1 Meter langen, variablen, rauen, steifen Laubblätter bilden an den Blatträndern keine Fasern.
Der aufrechte oder leicht geneigte, verzweigte Blütenstand beginnt zwischen den Blättern wird 0,4 bis 0,8 Meter hoch. Die sechs gleichgestaltigen Blütenhüllblätter sind cremefarben.
Yucca capensis hat Ähnlichkeit mit dem nördlichen Baja-California-Vertreter der Sektion Yucca der Serie Treculianae, Yucca valida, jedoch sind die Blätter kürzer und steifer. An den Verbreitungsgrenzen sind Zwischenformen bekannt. Große Exemplare sind im Botanischen Garten Huntington, Marino und im Botanischen Garten Rancho Santa Ana, Claremont in Kalifornien zu bewundern.

## Verbreitung
Yucca capensis ist in Mexiko im Kap-Gebiet von Baja California Sur endemisch und ist bis in Höhenlagen von 1000 Metern verbreitet. Sie wächst vergesellschaftet mit Agave capensis, Lophocereus schottii, Echinocereus pensilis, Echinocereus sciurus und anderen Pflanzenarten.

## Systematik
Die Erstbeschreibung durch den amerikanischen Botaniker L. W. Lenz unter dem Namen Yucca capensis ist 1998 veröffentlicht worden. Die Art Yucca capensis wird innerhalb der Gattung Yucca in die Sektion Yucca, Serie Treculianae gestellt.

## Bilder
Yucca capensis:

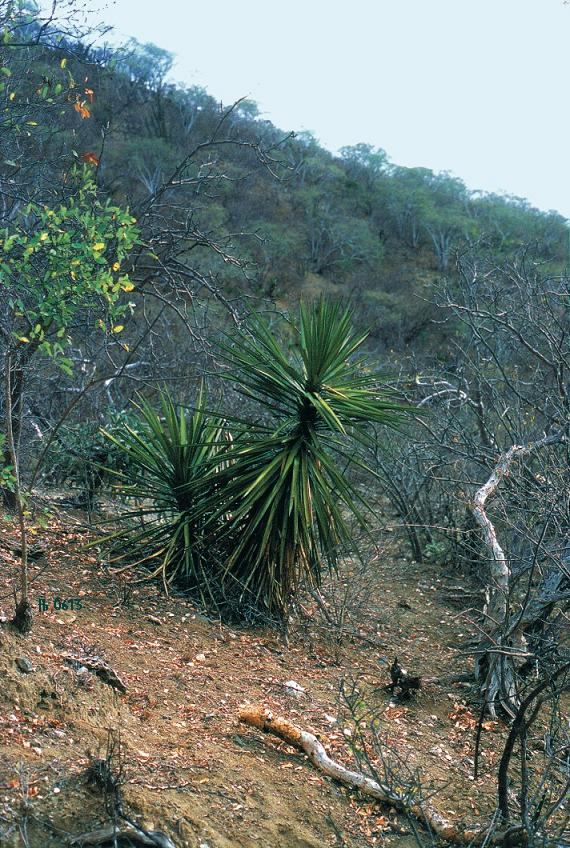
Im tropischen Buschwerk in Baja California Sur
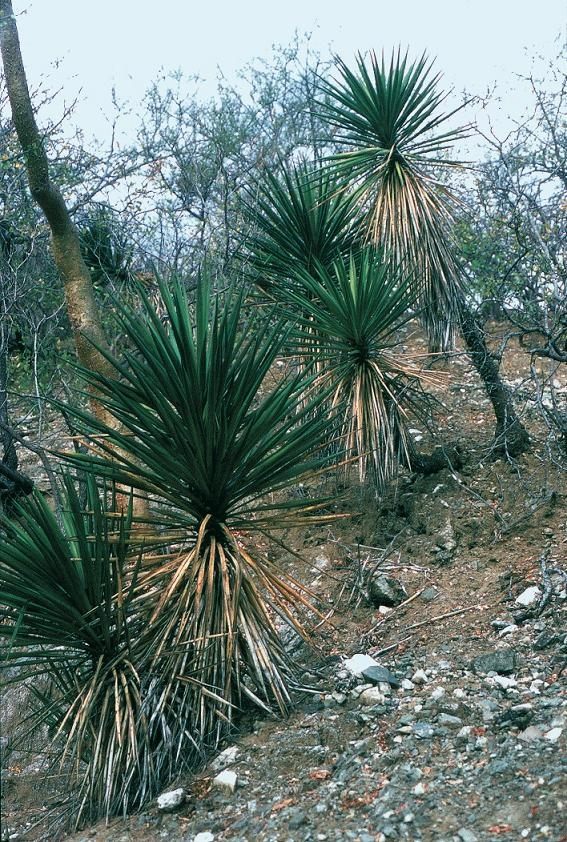
Kleine Gruppe in Baja California Sur
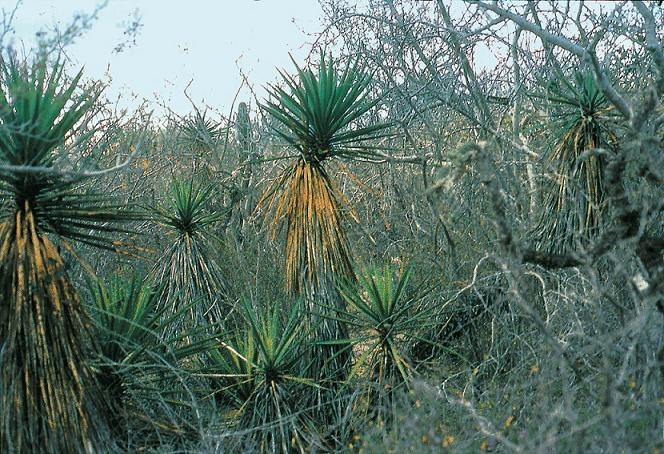
In dichtem Gehölz in Baja California Sur
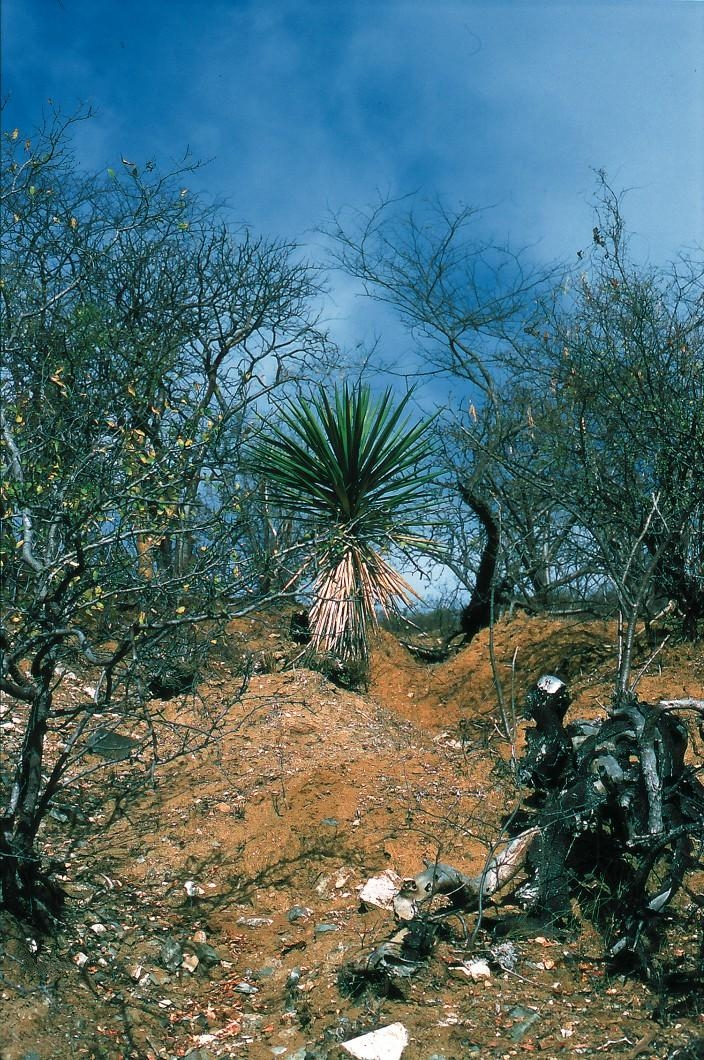
Blühfähige Jungpflanze